# Attaque de Barkaram
Insurrection de Boko Haram
Batailles
L'attaque de Barkaram a lieu les 27 et 28 octobre 2024, pendant l'insurrection de Boko Haram.

## Déroulement
La nuit du 27 au 28 octobre 2024, les djihadistes attaquent sur le lac Tchad l'île de Barkaram, à l'ouest de la ville de Ngouboua. Les combats débutent à 22 heures et les assaillants s'emparent du camp militaire, défendu par 200 soldats, qu'ils occupent jusqu'à l'aube,,. Ils récupèrent des armes et brûlent des véhicules équipés d'armes lourdes avant de se replier,. 

## Pertes
Le 28 octobre, la présidence tchadienne annonce déplorer une quarantaine de morts, dont le commandant de la garnison, et une vingtaine de blessés parmi ses troupes,. RFI rapporte pour sa part que des sources locales évoquent une soixantaine de soldats tués.
Le président Mahamat Idriss Déby se rend sur place et annonce le lancement de l'« opération Haskanite pour poursuivre et traquer les assaillants jusque dans leurs derniers retranchements ».